# Bardzrakash
Bardzrakash (en armenio: Բարձրաքաշ) es un monasterio armenio de los siglos X y XIII ubicado entre la aldea de Dsegh y la ciudad de Tumanyan en la región de Lori marz, Armenia. Está construido en un terreno llano en una pendiente empinada debajo de los acantilados y sobre el río Marts, en el bosque de Tavut.
El complejo está compuesto por dos iglesias, un vestíbulo, una capilla, el cementerio ancestral de Mamikonyan y restos de khachkars. Las dos iglesias y el vestíbulo que forman del grupo principal, están ubicados uno cerca del otro en una línea. La construcción más antigua conservada, construida con piedras de basalto más pequeñas labradas en bruto, es la iglesia estilo salón en el norte del complejo, de la cual solo queda un muro de 3-4 m de altura. Aunque no nos han llegado detalles sobre la historia de esta iglesia, por los métodos de construcción se cree que fue construida en el siglo X. El edificio en el centro, San Astvatsatsin del siglo XIII, es la iglesia principal, de la cual la entrada, partes de los muros sur y oeste, secciones de arcos voladores y pilares aún están bien conservados. San Astvatsatsin y su gavit (zona adyacente de la iglesia en monasterios medievales armenios que servía como entrada a la iglesia o mausoleo) están construidos con grandes losas finamente cortadas de piedra felsite. El monasterio no parece haber funcionado durante mucho tiempo después de la construcción de Holy Astvatsatsin, ya que la última de las inscripciones en las paredes de la iglesia data de mediados del siglo XIII. 
Bardzrakash se sometió a algún tipo de renovación en 1939 y algunos esfuerzos de limpieza en 1950 y 1969. Fue incluido en el Fondo Mundial de Monumentos de 2014 como uno de los 67 sitios del patrimonio cultural en riesgo por las fuerzas de la naturaleza y el impacto del cambio social, político y económico.

## Galería de fotos

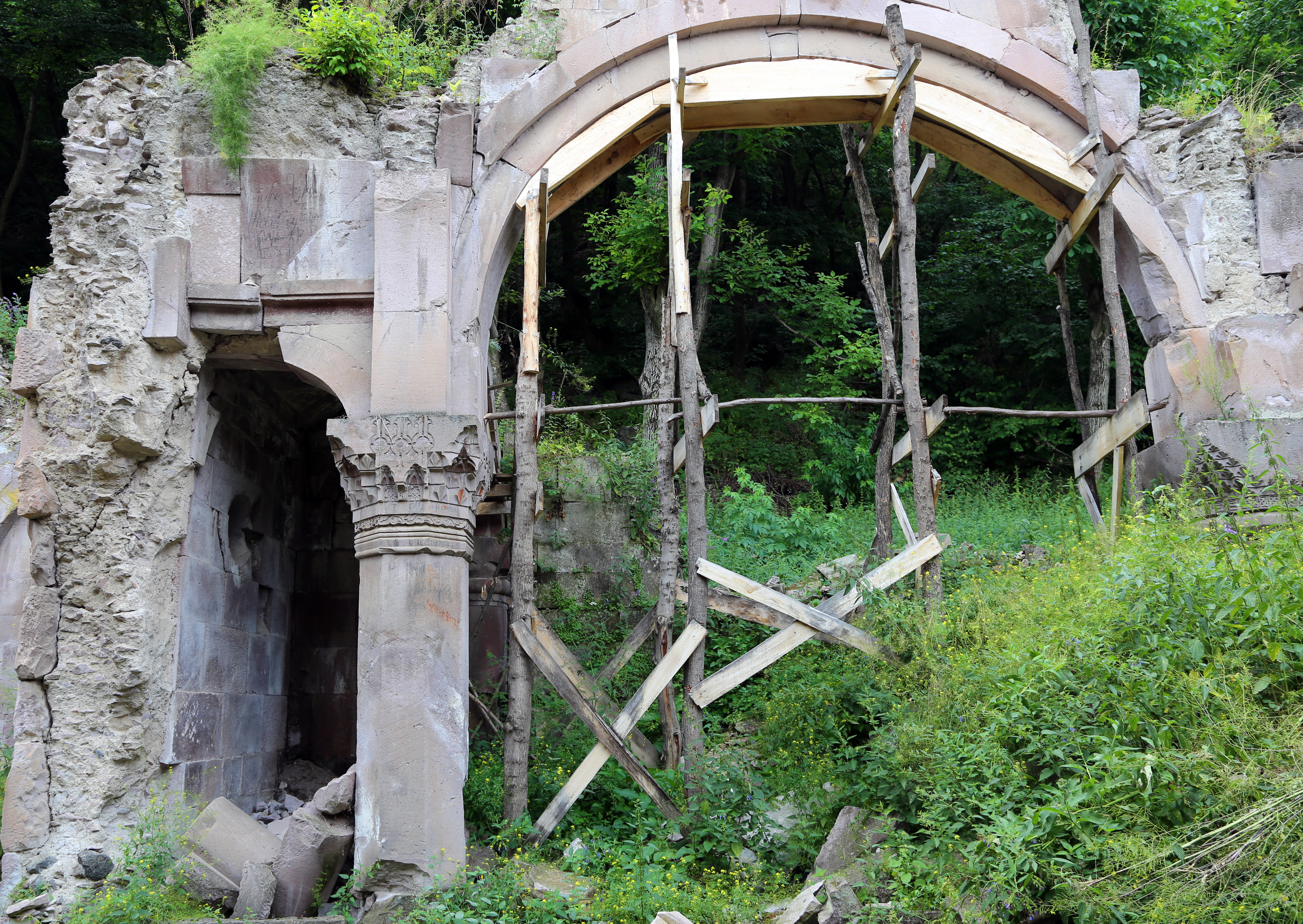
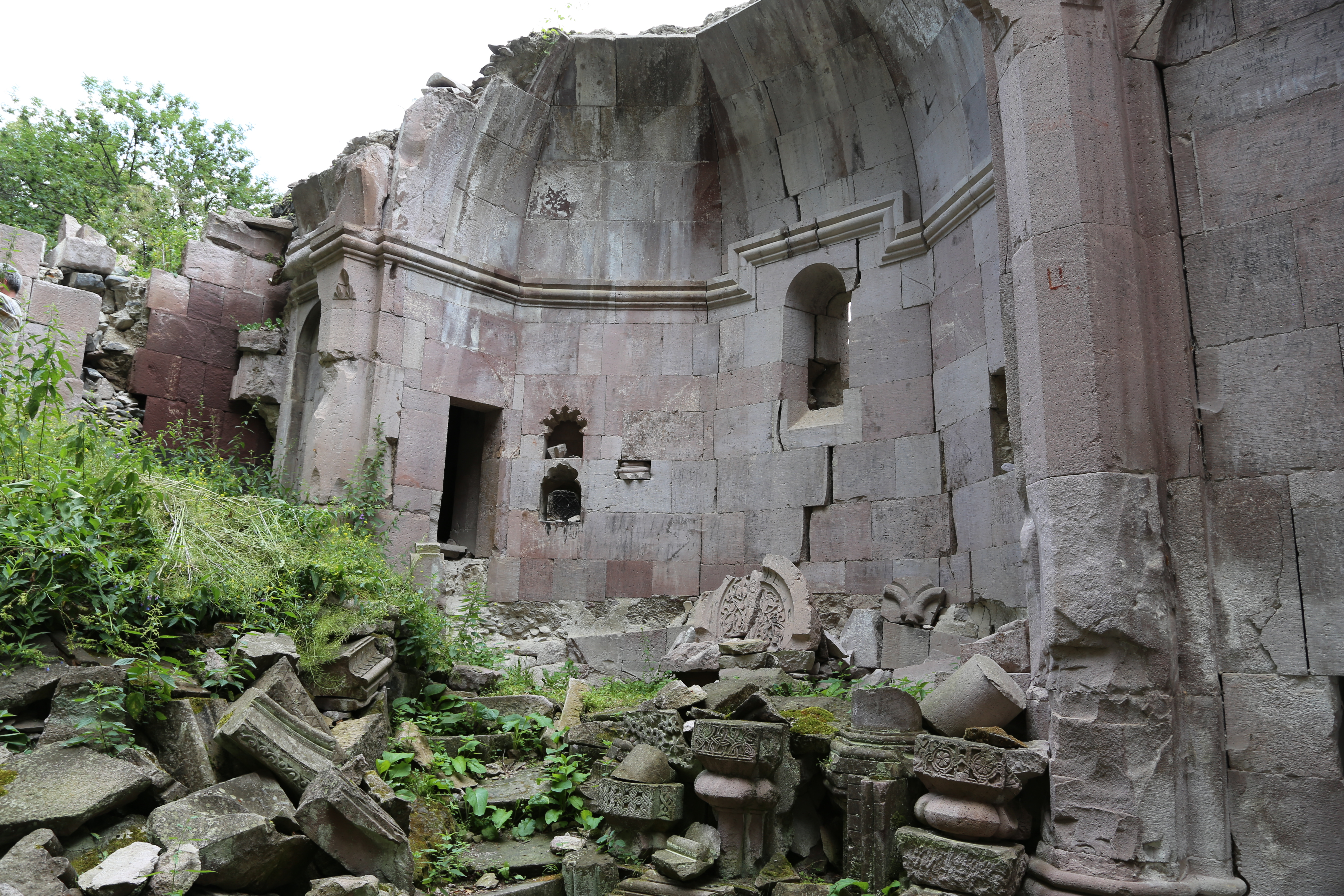
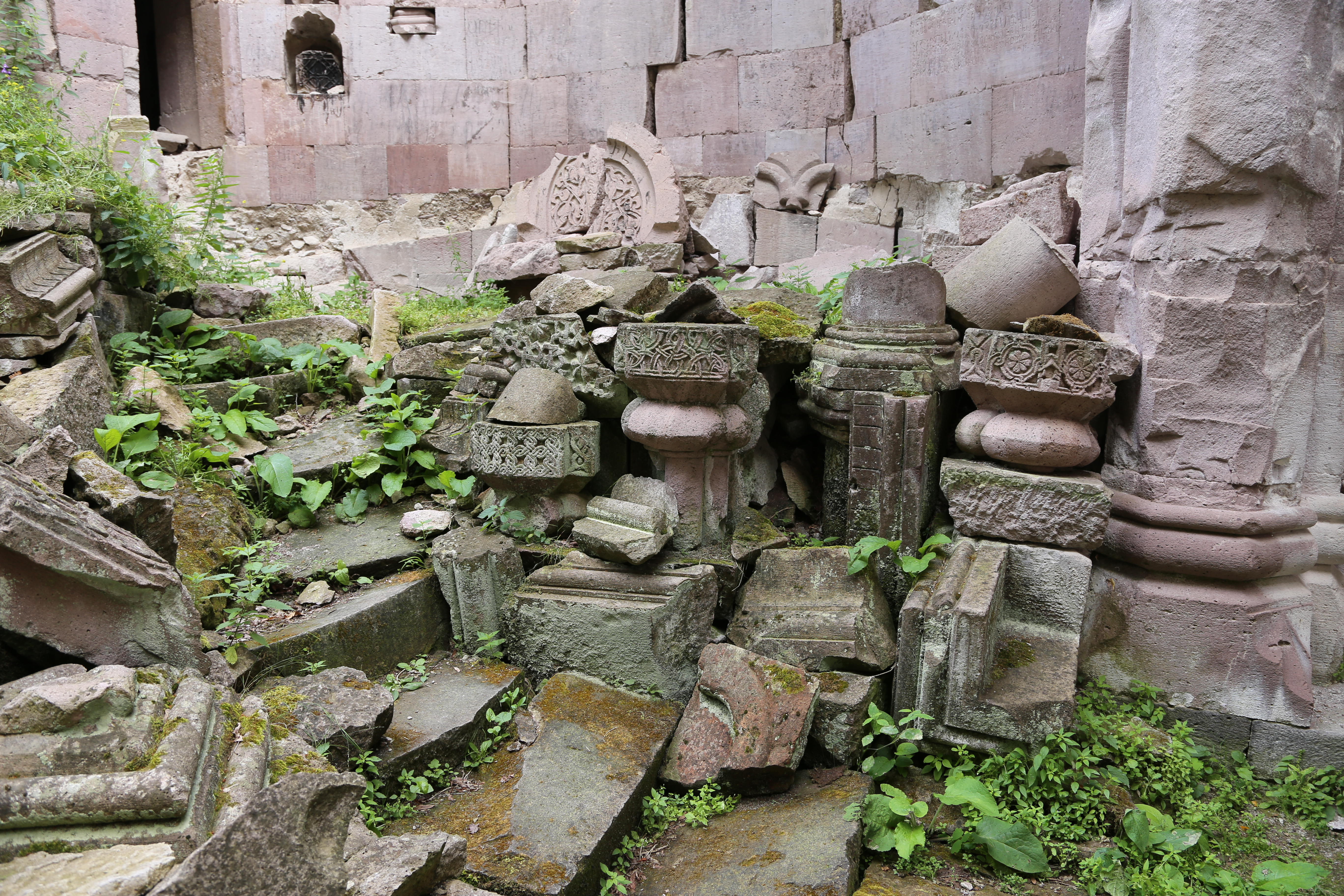
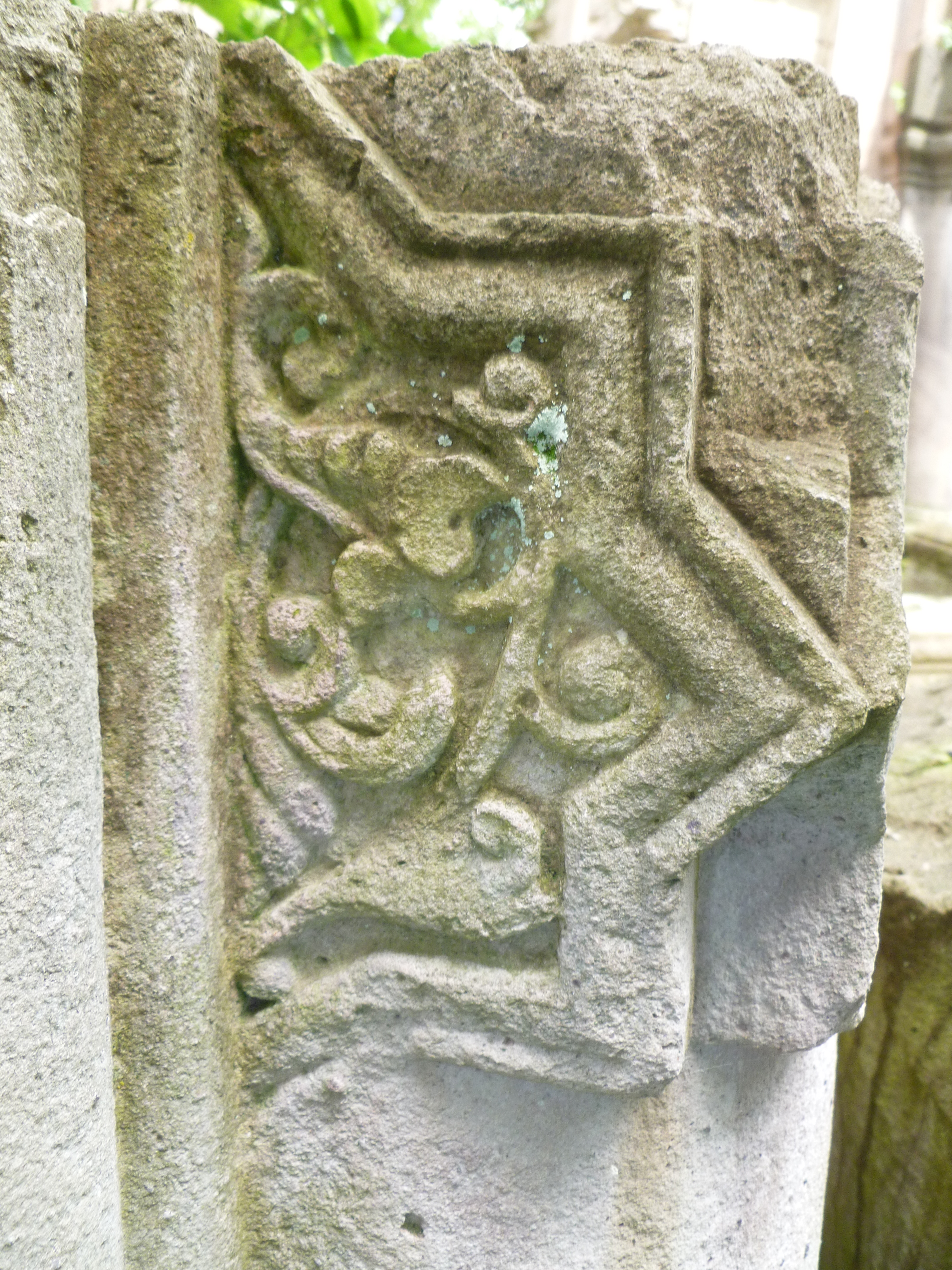
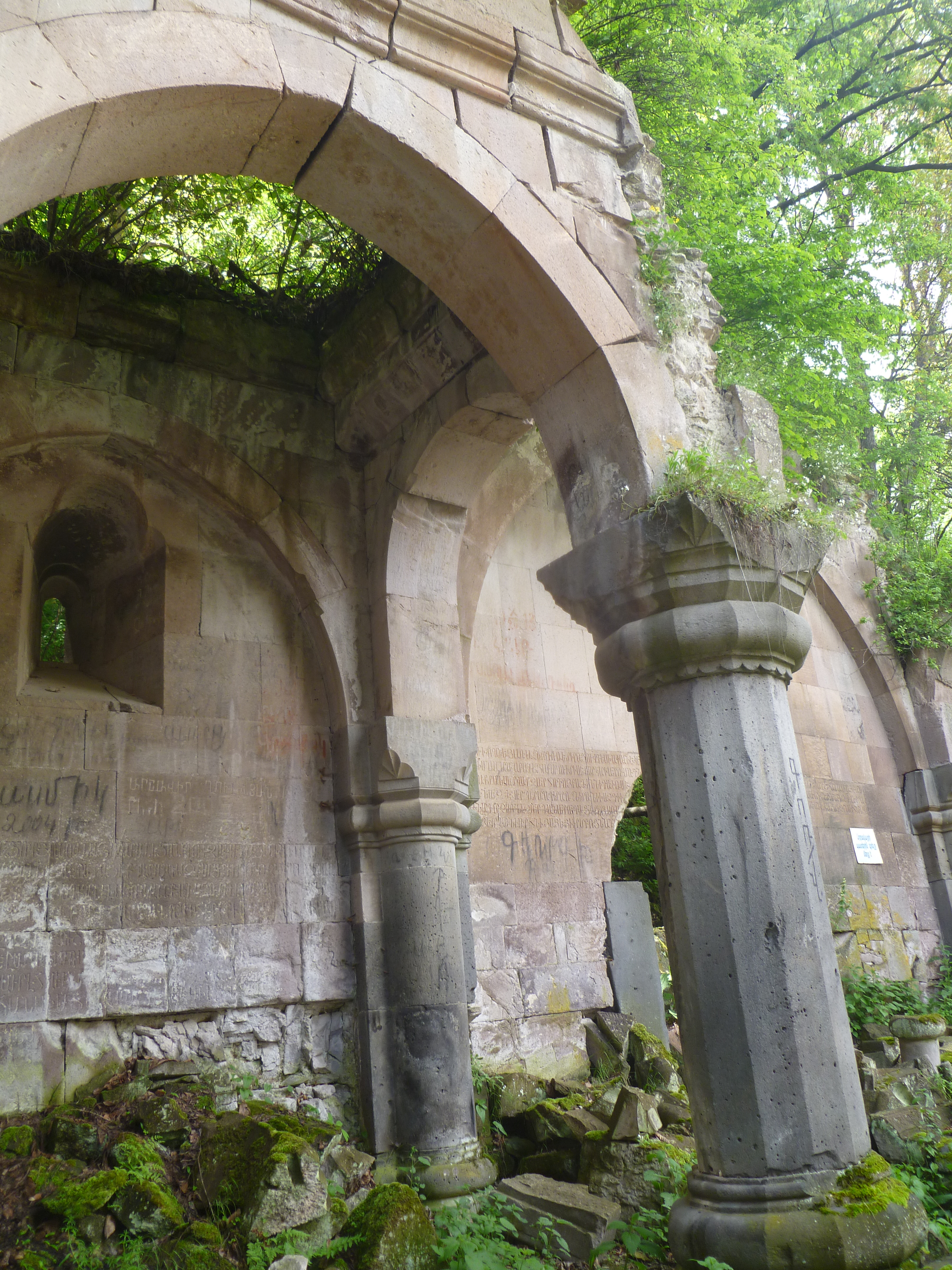
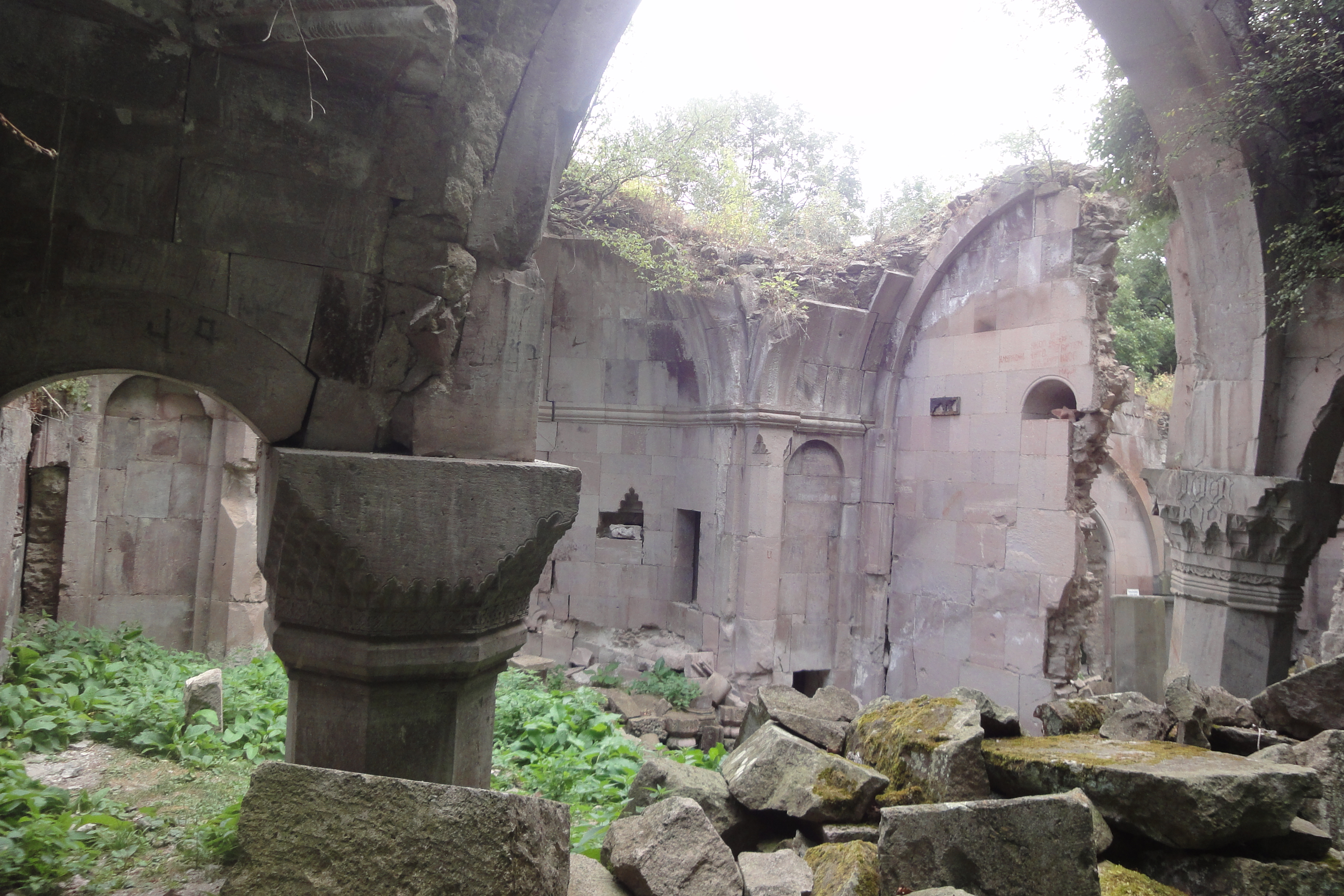
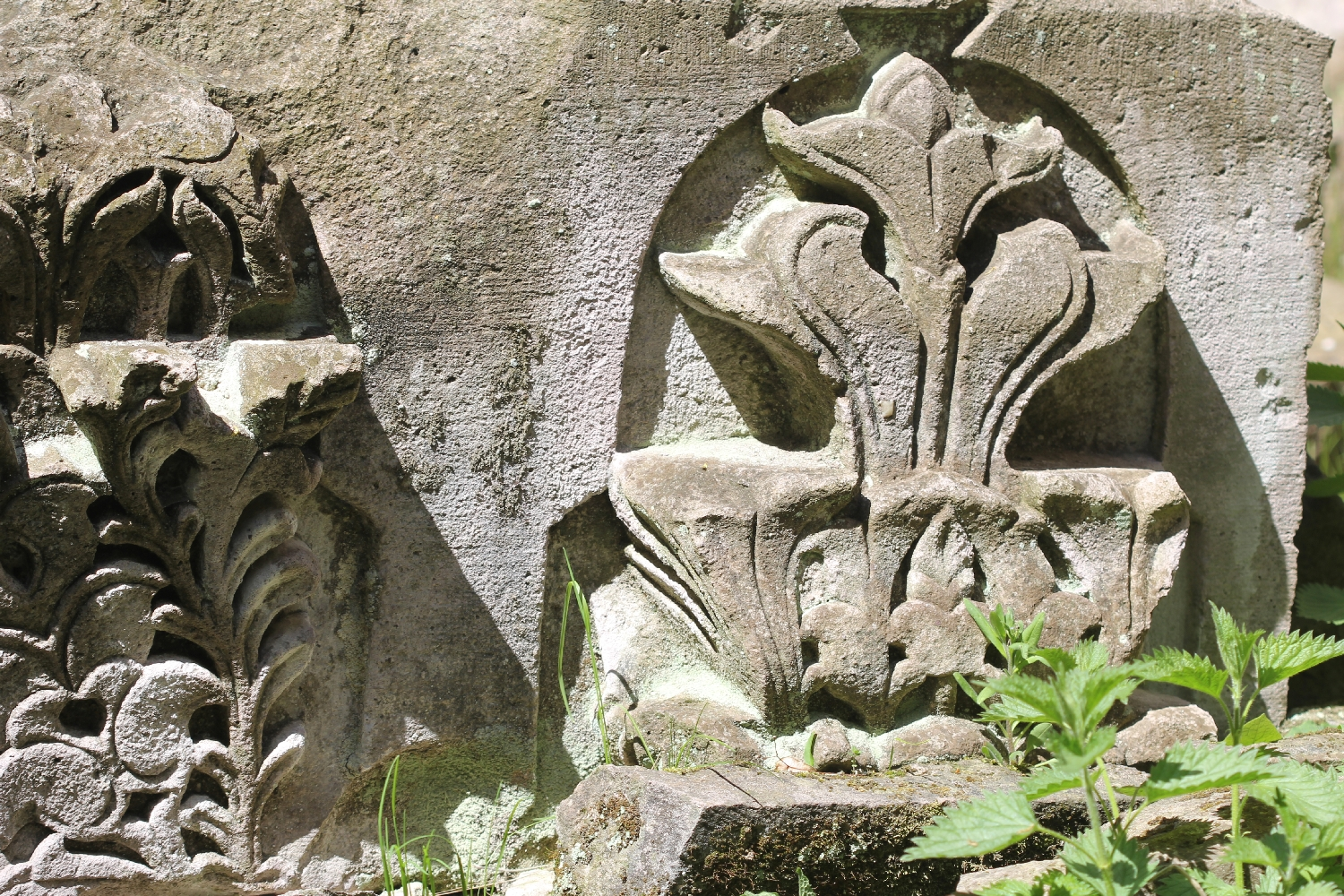
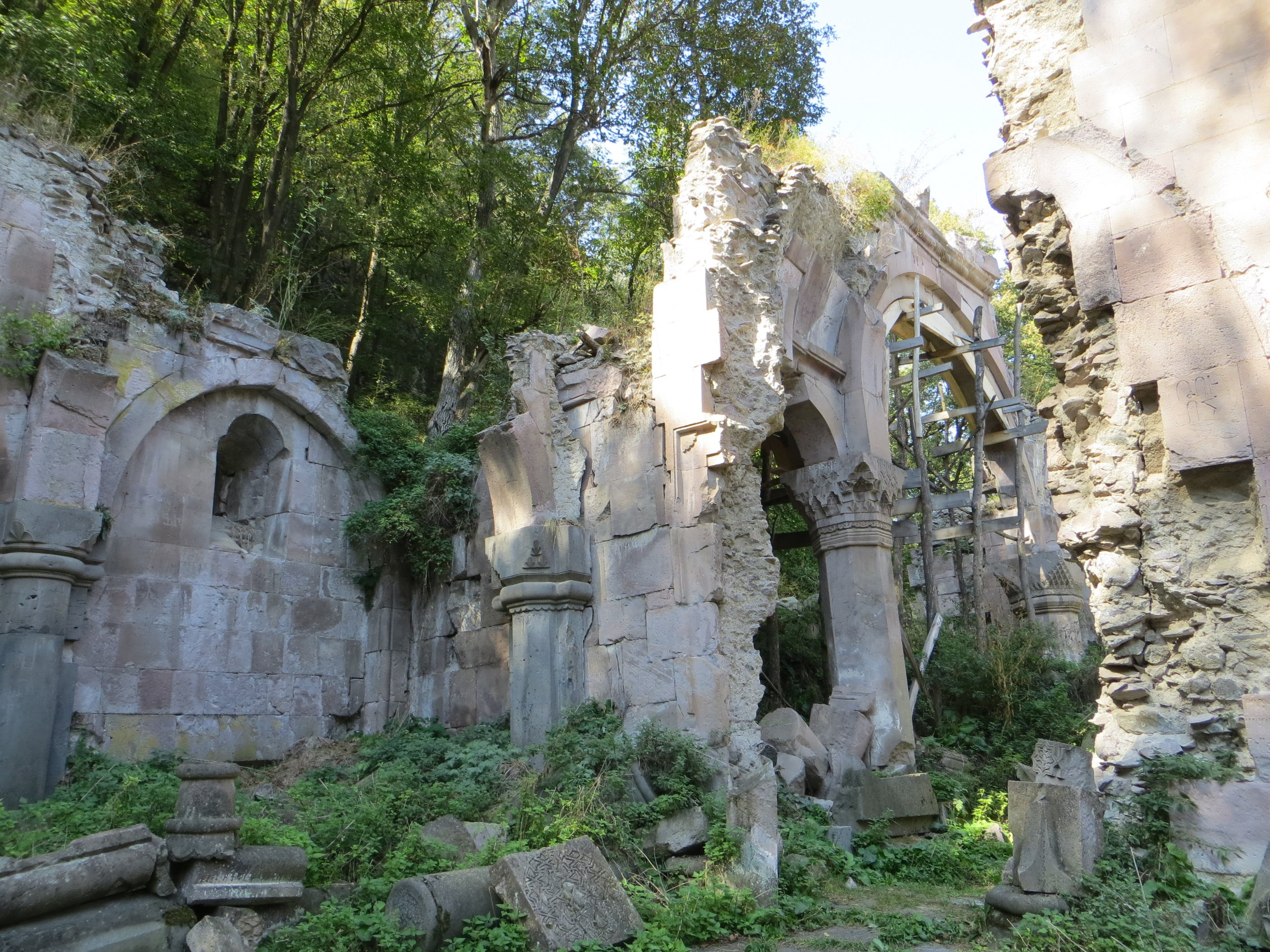